# Миодраг Караџић
Миодраг „Мијо” Караџић (Цетиње, 27. јануар 1950 — Нови Сад, 25. фебруар 2020) био је црногорски и српски сценариста, аутор више ТВ серија, од којих су најпознатије Ђекна још није умрла, а ка' ће не знамо и Волим и ја неранџе... но трпим. Аутор је и сценарија за филм Горчило - Јеси ли то дошао да ме видиш, као и бројних ТВ филмова.

## Биографија и каријера
Миодраг Караџић рођен је 1950. на Цетињу. Након завршене гимназије дипломирао је на Економском факултету у Суботици. Живео је и радио у Новом Саду. 
За Телевизију Црне Горе написао је комедије: „Виљушка се држи у лијеву руку” 1993., „Мале невоље великих пријатеља” 1998., „Пријемни испит” 2001., „Срећна ми Нова година” 2003. За књижевни рад добио је следеће награде; три награде Радио Београда за најбољу комедију: 1983. године за текст „То кад увати не пушта”, 1984. за комедију „Ђекна још није умрла, а каће не знамо” и 1985. за текст „Млада јес, премлада још није”. 1984. године добија награду „Бранислав Нушић“ (награда „Бен Акиба“) за најбољи драмски текст за комедију „Само ви ајте, ми ћемо грактат и арлаукат” (изведена у Београдском драмском позоришту и на другим позорницама). 
За РТС је написао комедију „Новогодишње венчање”, 2002., а за ТВ Политику комедију „Спушти слушалицу”.
Према његовим текстовима су режирали Живко Николић, Благота Ераковић, Здравко Шотра, Бранко Балетић, Драшко Ђуровић, Горан Булајић, Милан Караџић.
Монодрама „Бизмисмен” у извођењу Воја Кривокапића налазила се на репертоару позоришта „Душко Радовић”, а и данас популарна „Прва брачна ноћ”, у извођењу Миме Караџића, као веома успешна позоришна представа снимљена је 1992. године и емитована на више телевизија.
Комедија „То кад увати не пушта” годинама је извођена на репертоару позоришта „Бошко Буха”, а касније је преточена у истоимени ТВ филм из 1987. године. За Никшићко позориште Караџић је 2015. године написао комедију „Јао мој Јагоше”. Комедија „Шта му је оно на главу” снимљена је и емитована 2016. на ТВ ЦГ. Монодраму „Златни ланчић од бижутерије” написао је 2014. године. Премијера је изведена у Дому синдиката  2015. и до сада је представа играна 180 пута.
Сценарио за филм „Горчило” настао је на основу позоришне представе „Јеси ли то дош’о да ме видиш” која је писана по наруџби Црногорског народног позоришта. Филм је постао веома популаран и гледало га је више од 250.000 људи.  

## Награде и признања
Караџић је за свој рад добио бројне награде и признања. Његове комедије су извођене у Београду, Зрењанину, Шапцу, Врбасу, Крушчићу и широм бивше Југославије, а добио је прегршт награда, међу којима су три награде Радио Београда за најбољу комедију, „Бранислав Нушић”, „Ћопићева награда”, „Радоје Домановић” за сатиричну причу „Зашто волим своју домовину”, награда на фестивалу ЈРТ у Неуму...